# Jazīrat Warrāq al Ḩaḑar
Jazīrat Warrāq al Ḩaḑar (arabiska: جزيرة وراق الحضر) är en ö i Egypten.   Den ligger i guvernementet Giza, i den norra delen av landet.